# Пасєка (острів)
Пасє́ка (пол. Pasieka, нім. Pascheke) — острів у м. Ополе, обмежений із заходу річкою Одра, зі сходу — старим руслом Одри, Млинувкою.
Острів має понад 1900 мешканців. З'єднаний із лівим берегом Одри П'ястовським мостом, а з островом Болько — пішохідним мостом ім. Ірени Сендлерової. З центральною частиною міста пов'язаний мостами через Млинувку: на вул. Катедральна, вул. Замкова та вул. Войцеха Корфанти, а також пішохідним «Грошовим мостом»), що виходить на вул. Вольфганга Амадея Моцарта.

## Історія
Північна частина острова, що зветься Острувек, є колискою Ополя — одного з найстаріших польських міст. Стародавнє слов'янське городище, яке існувало на цьому місці (на той час — лівому березі Одри) з IX по XIII сторіччя, дало початок сучасному постійному поселенню. Близько 1217 року опольські П'ясти розпочали на місці поселення будівництво замку.
Близько 1600 року внаслідок катастрофічної повені головне русло Одри перемістилося на захід і Пасєка перетворилася на острів. До початку XIX сторіччя Пасєка був окремою від міста замковою територією. Згідно з описом 1534 року, за Опольським князівським замком знаходилася князівська пасіка, на честь якої згодом названо острів. У 1823—1824 роках збудовано міст, що з'єднував Ополе з островом Пасєка від сьогоднішньої вулиці Катедральної, продовжений після 1840 року до Заодже. 1824 року на Пасєці засновано колонію Вільгельмшталь, названу на честь імператора Вільгельма I1829 року до складу колонії Вільгельмшталь увійшло поселення Острувек. У червні 1858 р. було засновано Товариство благоустрою міста (нім. Oppelner Verschönerungsverein), діяльністю якого керував повітовий радник Людвіг Зак. Товариство розпочало облаштування парку на Пасєці, а на наступному етапі острів став місцем будівництва вілл.

## Сучасність
Пасєка разом зі Старим Містом є історичною частиною Ополя, хоча її офіційно включено в межі міста лише з 1891 року. В ніч з 9 на 10 липня 1997 року так звана «повінь тисячоліття» досягла Ополя. Вся Пасєка, а також Болько та лівобережна частина Ополя опинилися під водою. Рівень води в багатьох місцях перевищував два метри, це спричинило величезні руйнування та збитки. На відновлення та реконструкцію пішло декілька років.
2019 року було створено опольську адміністративну одиницю — IX район, що охоплює острів Пасєка і Старе Місто. 1 квітня 2021 року відзначили 130-ту річницю приєднання острова Пасєка до міста Ополе. Тут розташовано багато установ, офісів та історичних пам'яток, серед яких:
- Амфітеатр тисячоліття, в якому щороку проходить Національний фестиваль польської пісні,
- П'ястовська вежа — залишок замку династії П'яст, знесеного на початку 1930-х років,
- Замковий став та парк на вул. Норберта Барлицького,
- Льодовий будиночок,
- Меморіальний камінь у пам'ять спаленої нацистами Нової синагоги;
- Ковзанка Торополь,
- Управління Опольського воєводства,
- Управління маршала Опольського воєводства,
- Консульство ФРН,
- Головна бібліотека Опольського університету,
- Воєводська публічна бібліотека[8],
- Сілезький інститут в м. Ополе[9],
- головний корпус коледжу управління та адміністрації в м. Ополе,
- штаб-квартира «Нової трибуни» в Ополі[10],
- Початкова та середня державна музична школа імені Фредеріка Шопена,
- Молодіжний центр культури з кінотеатром «Студія»[11],
- штаб-квартира Радіо Ополе[12],
- будівля колишньої резиденції польського консульства (1931—1939).

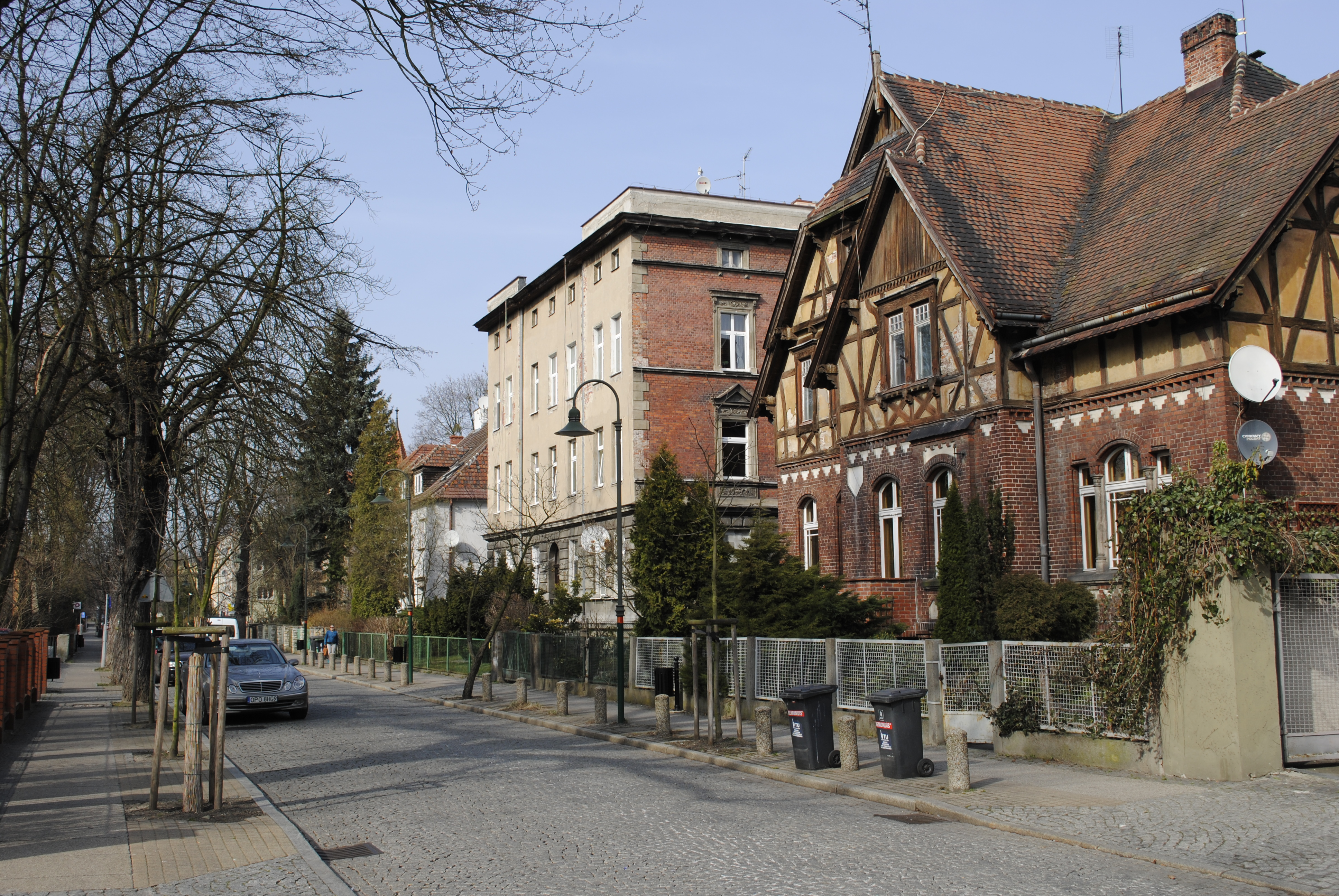
Вулиця Сілезьких Повстанців
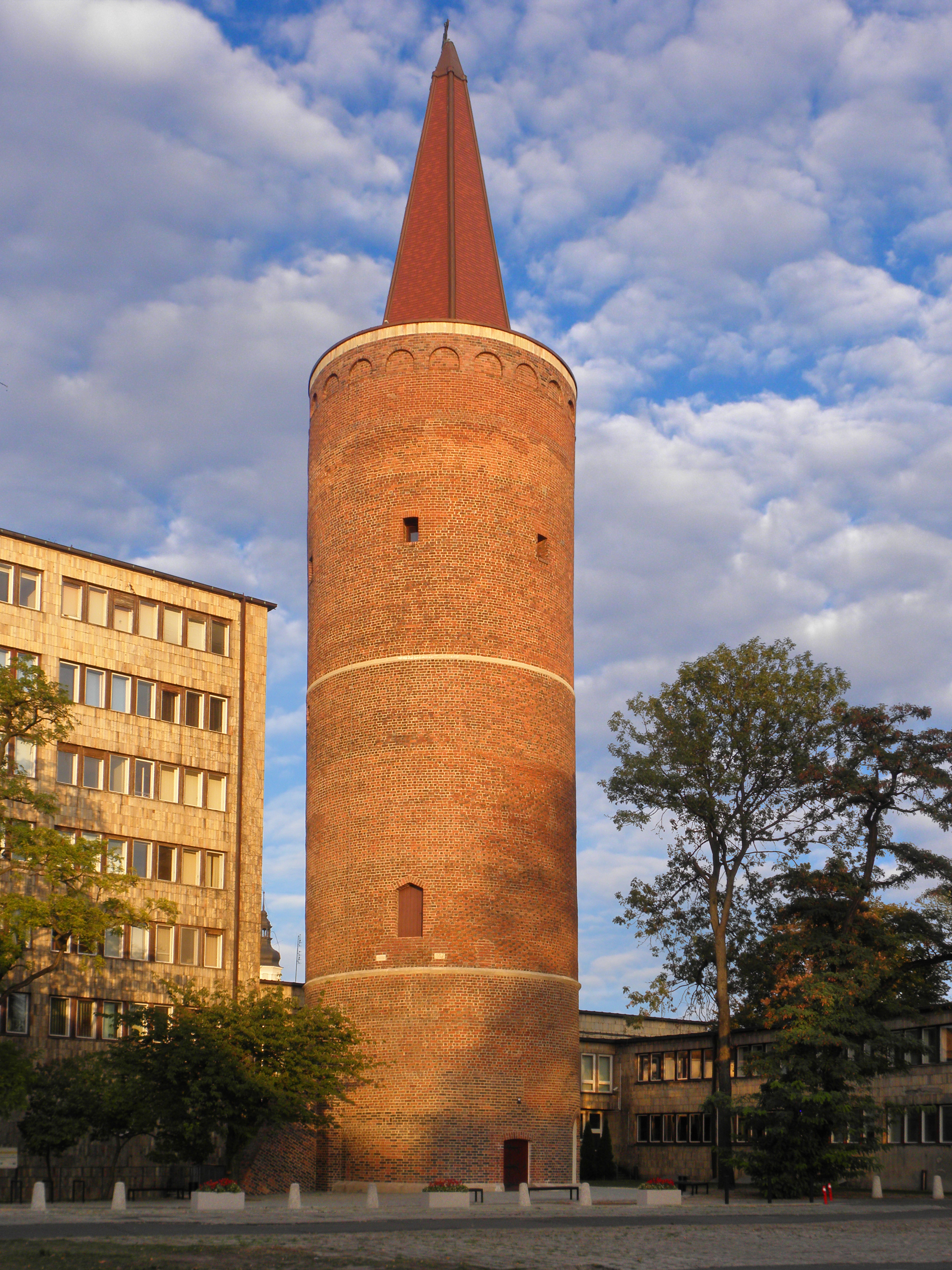
П'ястовська вежа
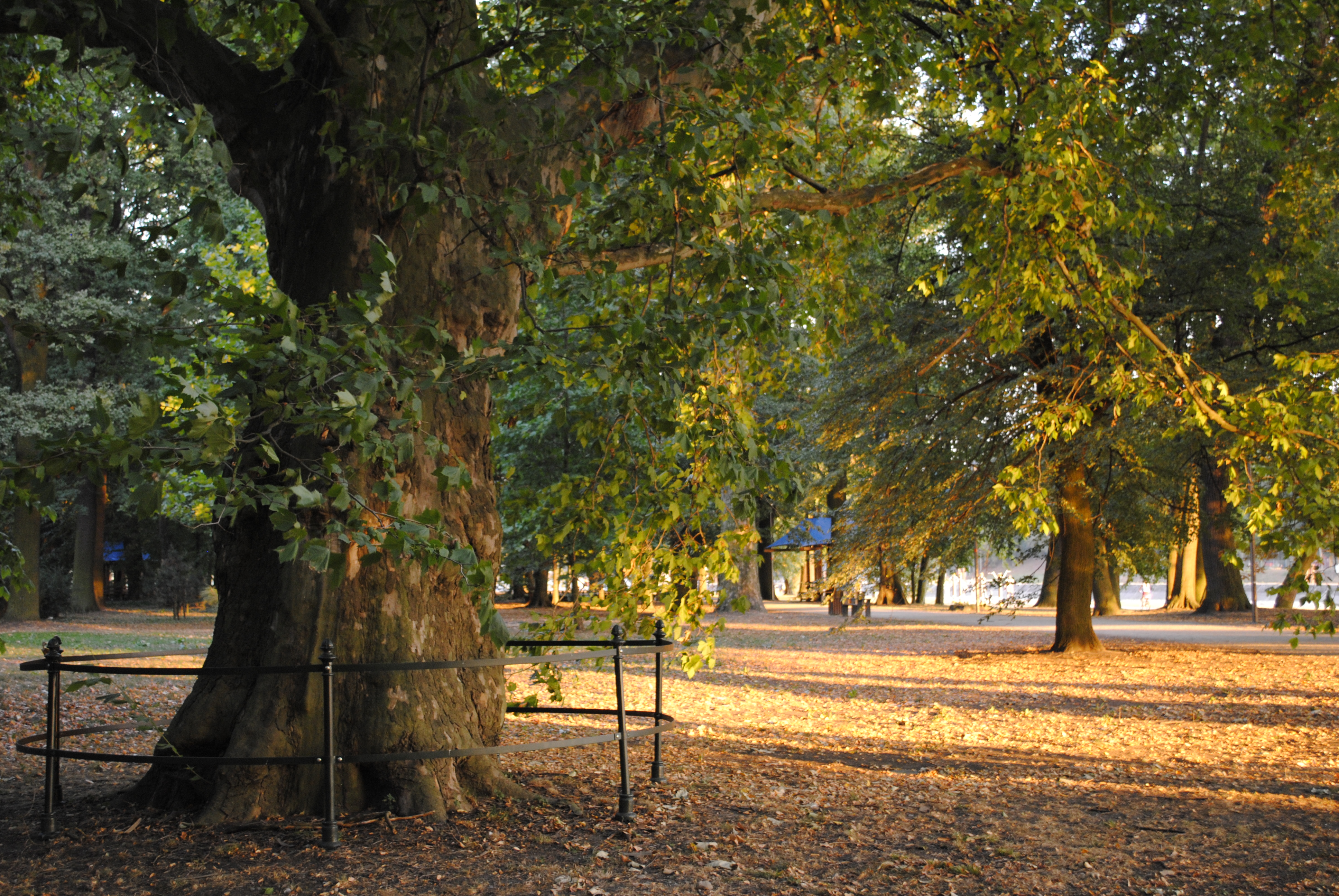
Надоджанський парк
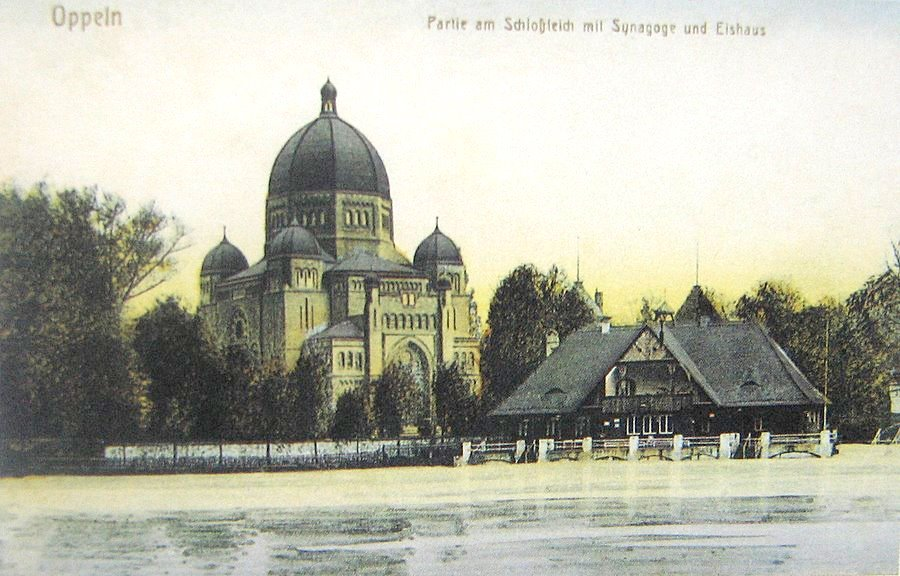
Нова опольська синагога, знищена 1938 року
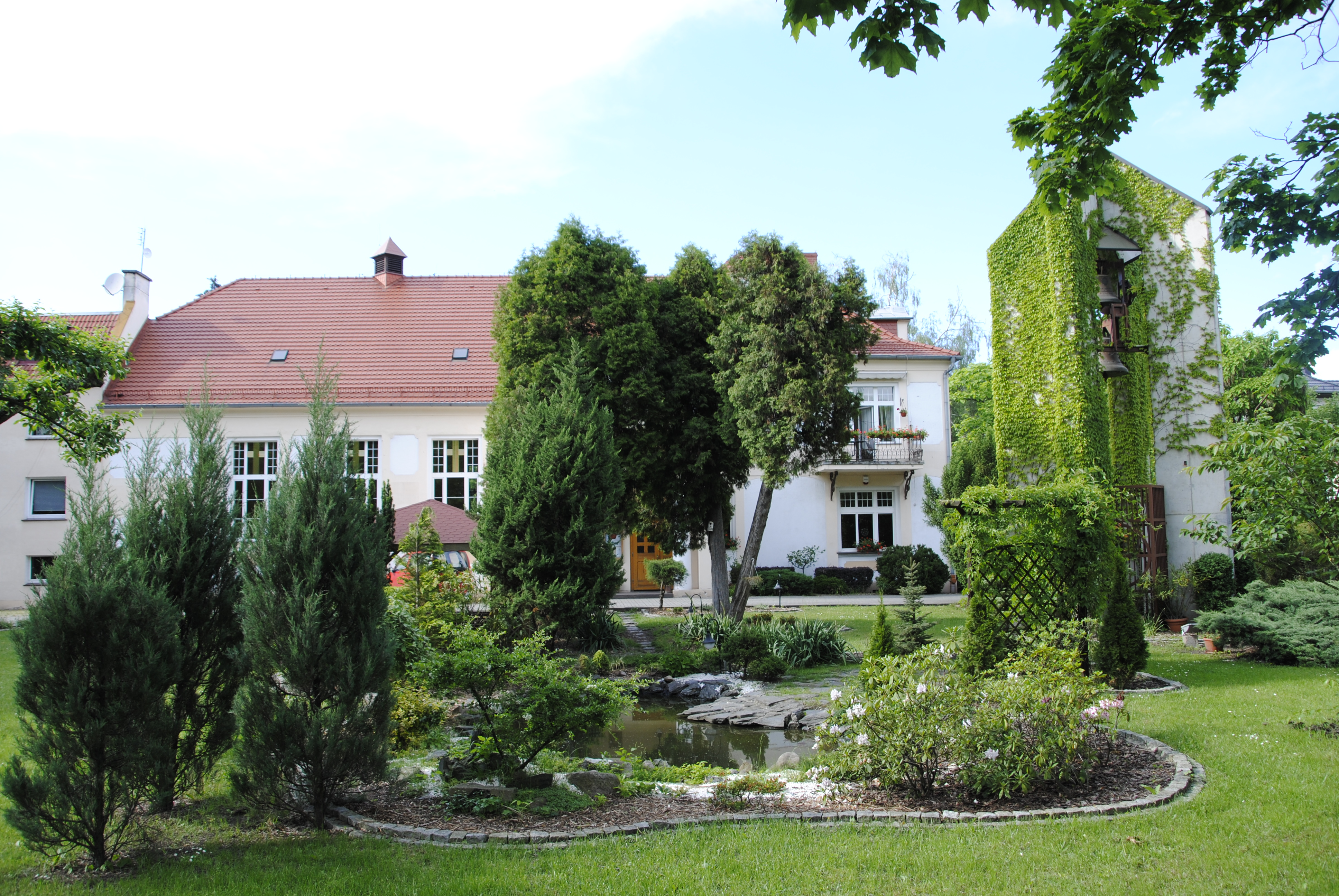
Евангелічна Аугсбурзька церква
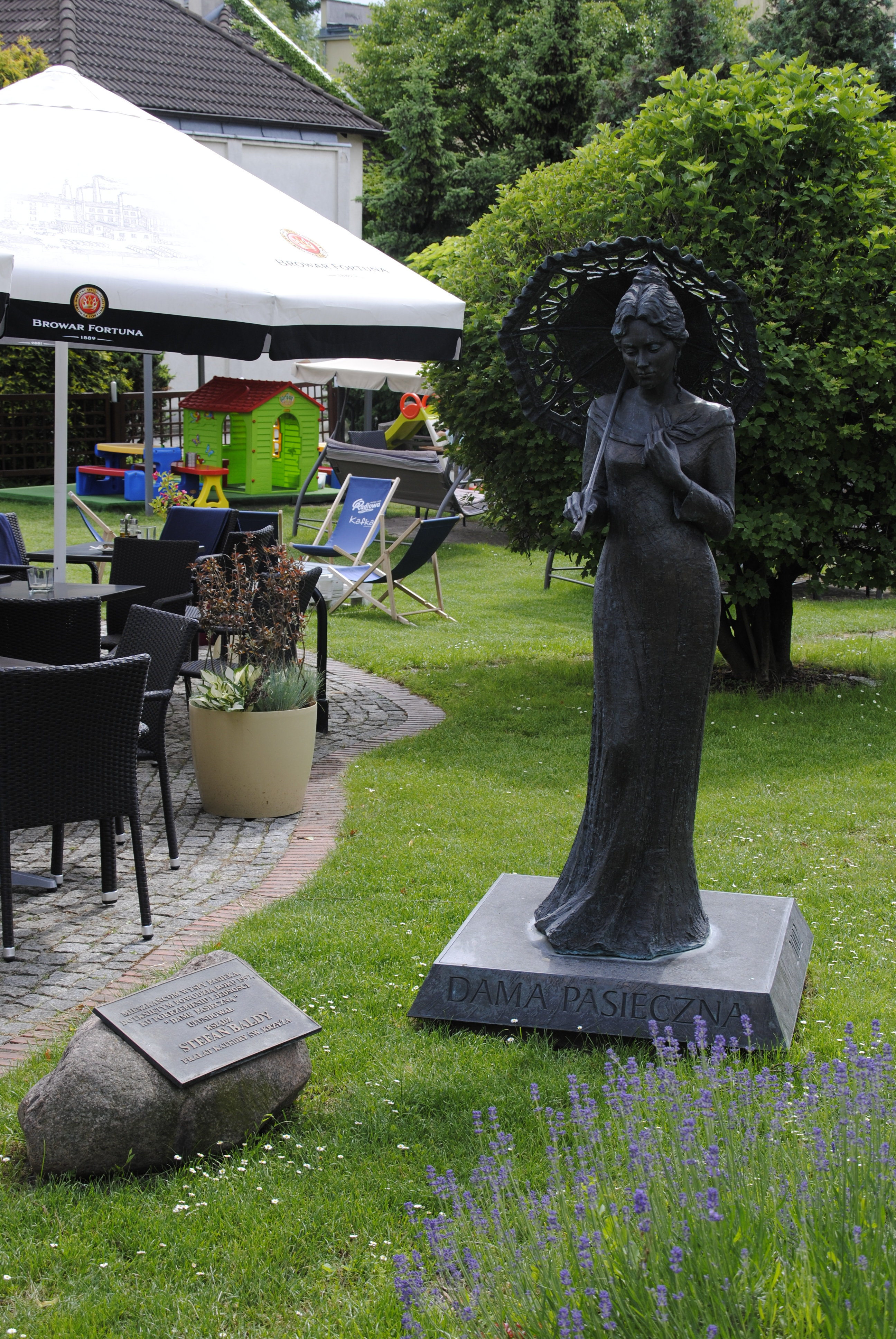
Скульптура «Дама Пасєчна», присвячена постраждалим від повені 1997 р.
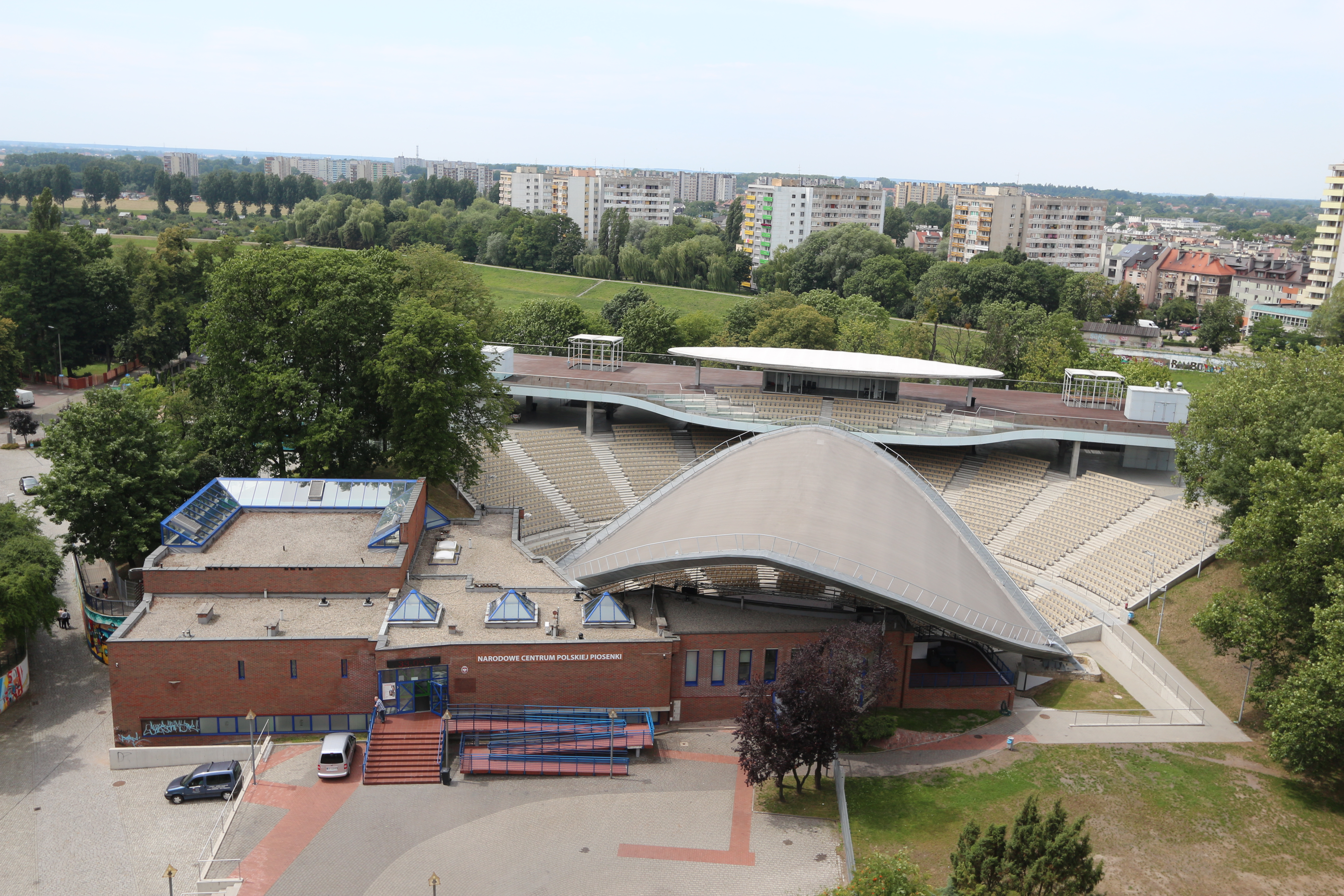
Опольський Амфітеатр тисячоліття
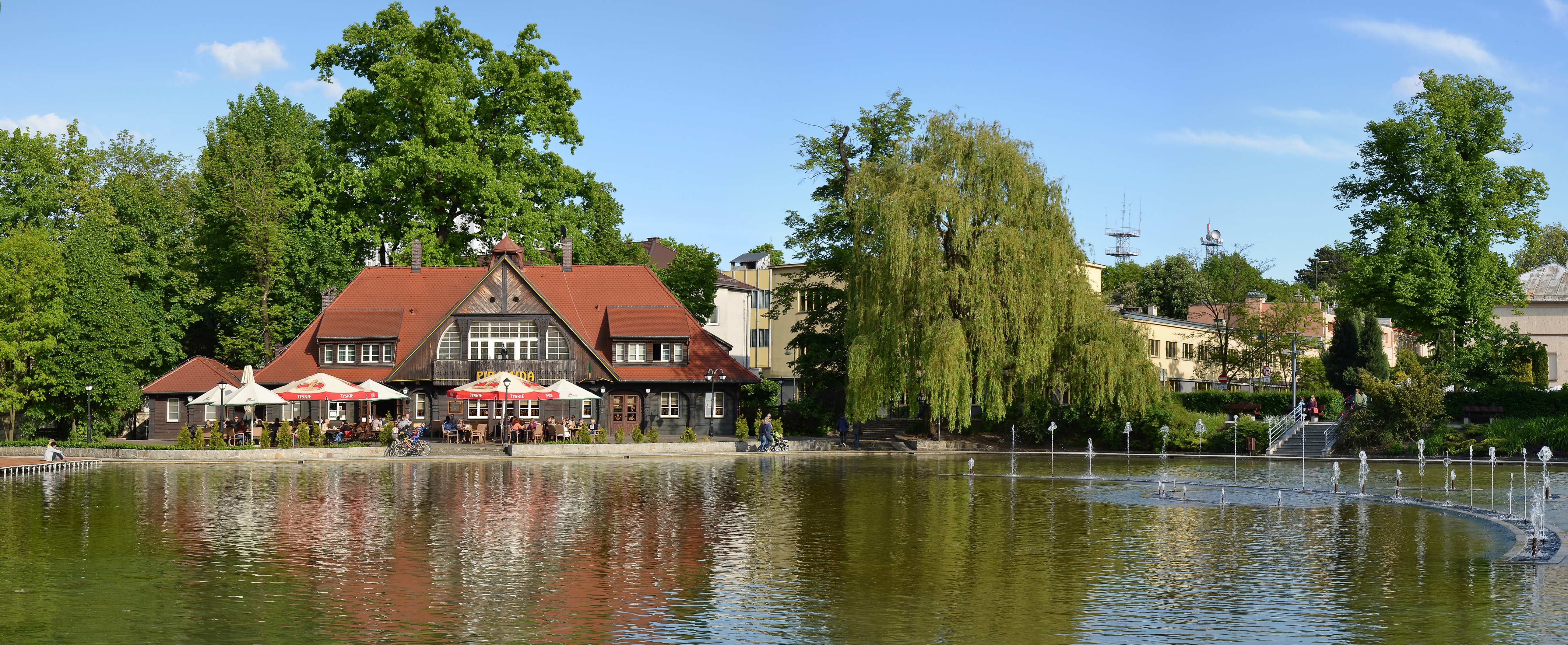
Замковий став і Льодовий будиночок